# Hauswinkelspinne

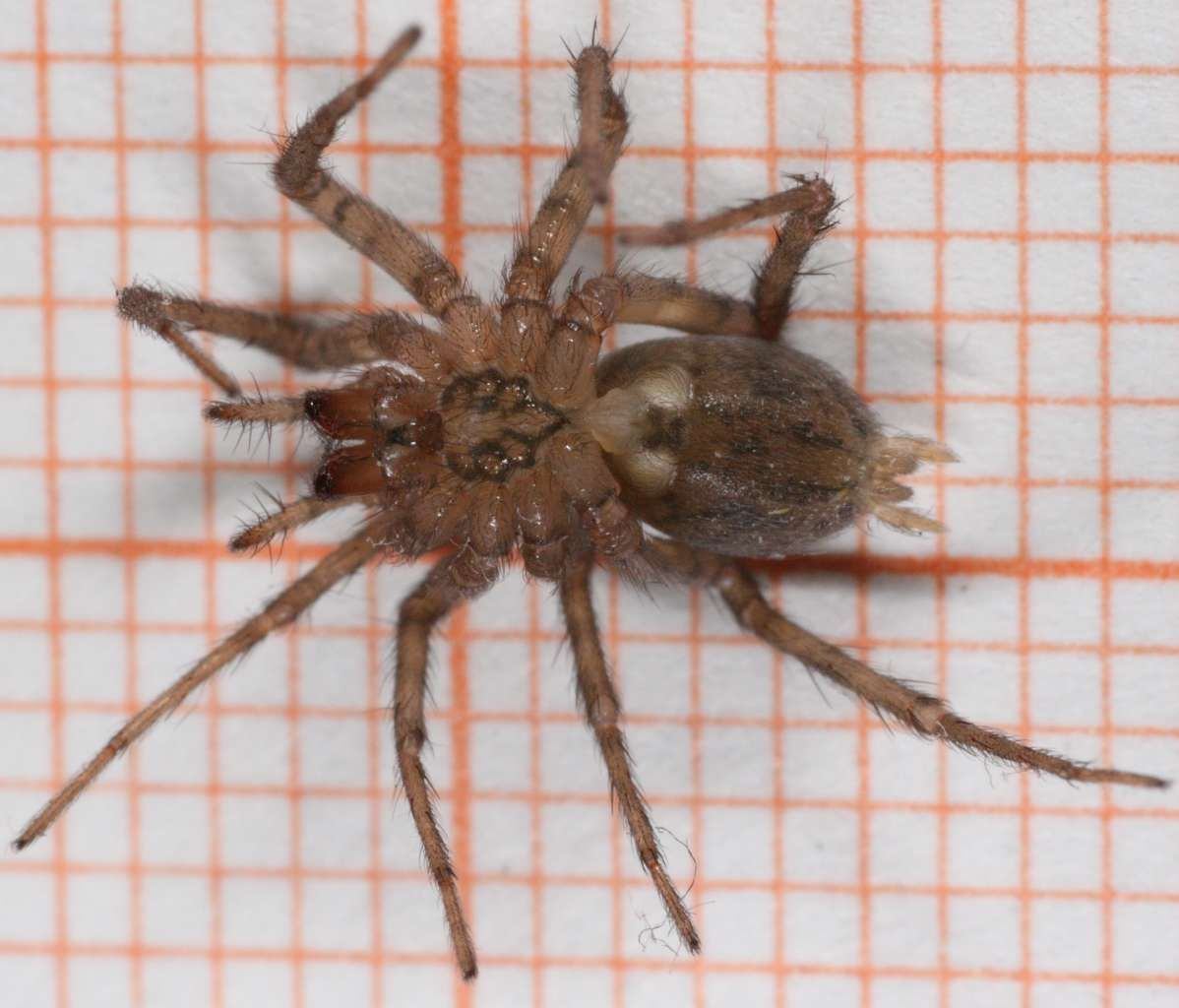
Ventralansicht eines Weibchens, gut erkennbar die langen Spinnwarzen

Die Hauswinkelspinne (Tegenaria domestica, Syn.: T. derhami, T. domesticus), auch  Kellerspinne oder „Hausspinne“ genannt, ist eine von mindestens acht in Mitteleuropa heimischen Arten der Gattung der Kleinen Winkelspinnen (Tegenaria) aus der Familie der Trichterspinnen (Agelenidae).
Der deutsche Trivialname „Hausspinne“ wird landläufig bei vielen Spinnen der Gattung Tegenaria und verwandter Gattungen (z. B. Eratigena) verwendet, die auch oft in Häusern zu finden sind. Neben der Hauswinkelspinne sind das:
- die Mauerwinkelspinne (Tegenaria parietina),
- die Rostrote Winkelspinne (Tegenaria ferruginea),
- und die Große Winkelspinne (Eratigena atrica, Syn.: Tegenaria atrica).

Die Hauswinkelspinne Tegenaria domestica kann leicht mit anderen Arten der Gattung verwechselt werden. Zur Unterscheidung ist die Zeichnung des Sternums heranzuziehen.

## Lebensraum und Verbreitung
Die Hauswinkelspinne Tegenaria domestica ist ursprünglich in Europa heimisch, wurde durch den Menschen aber auf alle Kontinente verbreitet.
Sie lebt vor allem in Häusern in der Nähe des Menschen, in Kellern, Schuppen, Scheunen oder leerstehenden Gebäuden. In schwer zugänglichen und dunklen Ecken, die über längere Zeit ungestört sind, wie hinter Schränken und in Hohlräumen, baut sie ihre Wohnhöhle, die in einen Trichter übergeht, vor dem ein Gespinstteppich mit Stolperfäden gewoben ist. Die Hauswinkelspinne ist an geschützten Orten im Sommer auch draußen, an Steinhaufen und Mauern, anzutreffen.

## Erscheinungsbild
Die Weibchen erreichen eine Körperlänge von bis zu 11,5 Millimetern, die Männchen bis neun Millimeter, haben aber längere Beine, die eine Spannweite von acht Zentimetern erreichen können. Der hell-ocker bis braun-graue Körper ist heller gefärbt als bei anderen Arten der Gattung Tegenaria. Das Mal auf dem Brustschild ist in der Mitte einmal eingeschnürt, die vier seitlichen Flecken variieren stark. Der wesentlich rundlichere Hinterleib erscheint nur auf den ersten Blick hellbraun bis hellgrau, hat jedoch auch ein ähnliches Muster wie Eratigena atrica: Die hellen „Winkelflecken“ sind größer. Der Körper ist dicht mit weichen Haaren besetzt. Die behaarten und beborsteten Beine sind undeutlich geringelt oder gefleckt.

## Jagdverhalten
Die Spinne lauert den Tag über regungslos in ihrer Trichterröhre und wartet auf Beute. Sie frisst hauptsächlich Insekten und Asseln und erspürt ihre Beute durch die Härchen und Borsten an ihren Beinen, wenn diese sich im Fangnetz bzw. den Stolperfäden verfängt. Hat sie die Beute wahrgenommen, stürmt sie blitzschnell vorwärts, beißt zu und injiziert etwas Gift, um das Opfer zu lähmen. Dann zieht sie sich mit der Beute in ihre Röhre zurück, um dort ihren Fang zu fressen.